# Kronin Labyrinthus
Il Kronin Labyrinthus è una formazione geologica della superficie di Titano.